# اولنه-لا-ریوییر
اولنه-لا-ریوییر (به فرانسوی: Aulnay-la-Rivière) یک کمون در فرانسه است که در canton of Puiseaux واقع شده‌است. اولنه-لا-ریوییر ۱۶٫۱۴ کیلومتر مربع مساحت دارد.